# Igreja Unida do Canadá
A Igreja Unida do Canadá (em inglês:  United Church of Canada), é uma denominação protestante unida no Canadá, fundada em 1925 como uma fusão da Igreja Metodista do Canadá, União Congregacional de Ontário e Quebec e 2/3 da Igreja Presbiteriana no Canadá.
No Censo de 2021, 1.214.185 pessoas (3,3% da população do Canadá) se identificaram como membros da denominação, tornando-a a segunda maior denominação cristã do país, atrás da Igreja Católica Romana.
Todavia, fontes da própria denominação (que só considera os membros registrados), em 2023, tinha 325.315 membros, em 2.451 igrejas e congregações.

## História

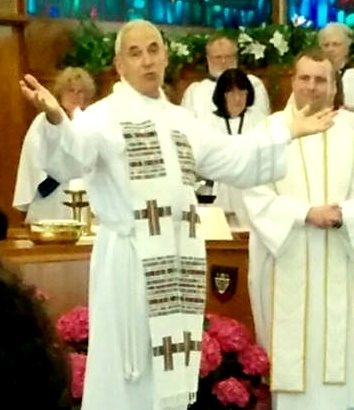
Gary Paterson, moderador da Igreja Unida do Canadá.

Em 1925, Igreja Metodista do Canadá, União Congregacional de Ontário e Quebec e a Igreja Presbiteriana no Canadá votaram por seu unir e formar a Igreja Unida do Canadá.
Em 1968, a Conferência do Canadá da Igreja Evangélica dos Irmãos Unidos fundiu-se com a Igreja Unida.

## Doutrina
Por ser uma igreja unida, suas igrejas apresentam tanto a orientação reformada quanto metodista.
A denominação adota a Teologia Liberal e o método histórico-crítico de interpretação da Bíblia.
A denominação permite a ordenação de mulheres e que suas igrejas abençoem casamentos entre pessoas do mesmo sexo.

## Demografia
No Censo de 2011, 2.007.610 pessoas (6,1% da população do Canadá) se identificaram como membros da denominação, tornando a Igreja Unida do Canadá a segunda maior religião no país, depois da Igreja Católica Romana. No Censo de 2021, apenas 1.214.185 pessoas (3,3% da população do Canadá) se descreveram como membros da denominação, relatando o declínio de 39,52% dos membros em 10 anos.
Todavia, fontes da própria denominação (que só considera os membros registrados), em 2018, tinha 388.363 membros, em 2.711 igrejas e congregações.
Em 2021, novas estatísticas foram divulgadas, relatando que o número total de membros da denominação havia diminuído para 352.812 pessoas.
Em 2023, foram estimados 325.315 membros, em 2.451 congregações.

## Relações intereclesiásticas
É membro do Conselho Mundial de Igrejas, Comunhão Mundial das Igrejas Reformadas e do Concílio Metodista Mundial.